# Domenico Rupolo

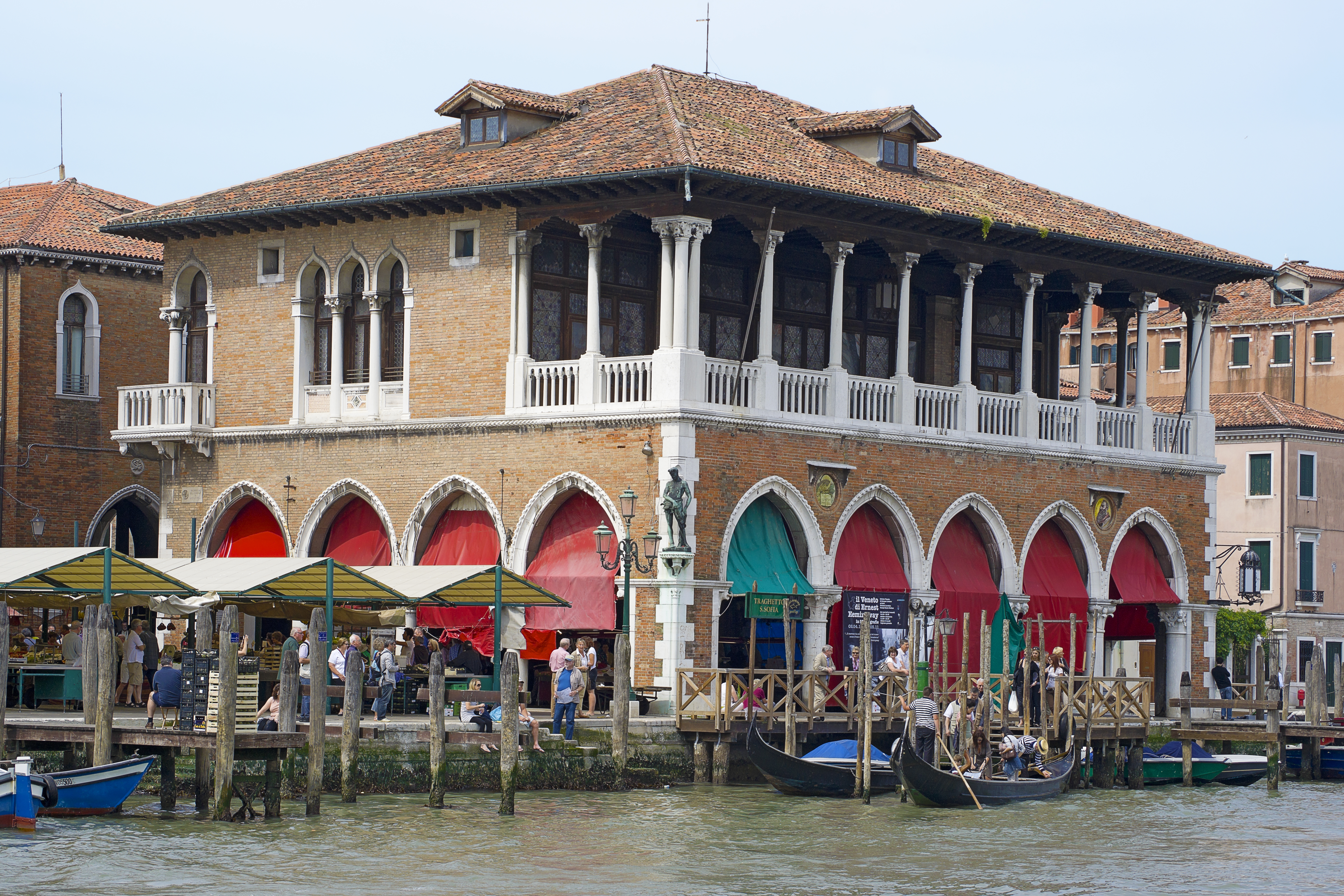
La Pescheria di Venezia progettata da Rupolo e Laurenti.

Domenico Rupolo (Caneva, 21 novembre 1861 – Caneva, 12 ottobre 1945) è stato un architetto italiano.

## Biografia
Le sue opere, concentrate essenzialmente in Veneto e Friuli-Venezia Giulia, riprendono gli stili medievali (neogotico, neobizantino, neoromanico ecc.), spesso associati alle novità del liberty.
Nel 1902 fu incaricato dall'Ufficio per la Conservazione dei Monumenti del Veneto a dirigere i lavori per gli interventi di restauro della Loggetta Sansovino ai piedi del lato Est del Campanile di San Marco.
Per chi fosse interessato ad approfondire la vicenda dei giorni che precedettero il crollo del Campanile di San Marco nei particolari:
https://www.lafilatelia.it/archive/giandri/0400/009CampanileSanMarcoCrollo.html
Progettò e realizzò, con la collaborazione del noto pittore Cesare Laurenti, la Pescheria di Rialto, a Venezia.
Ha progettato anche alcune costruzioni private del Lido: ne sono esempi villa Romanelli (1906) e villa dei Padri Armeni (1907), con uno stile romanico-bizantino.

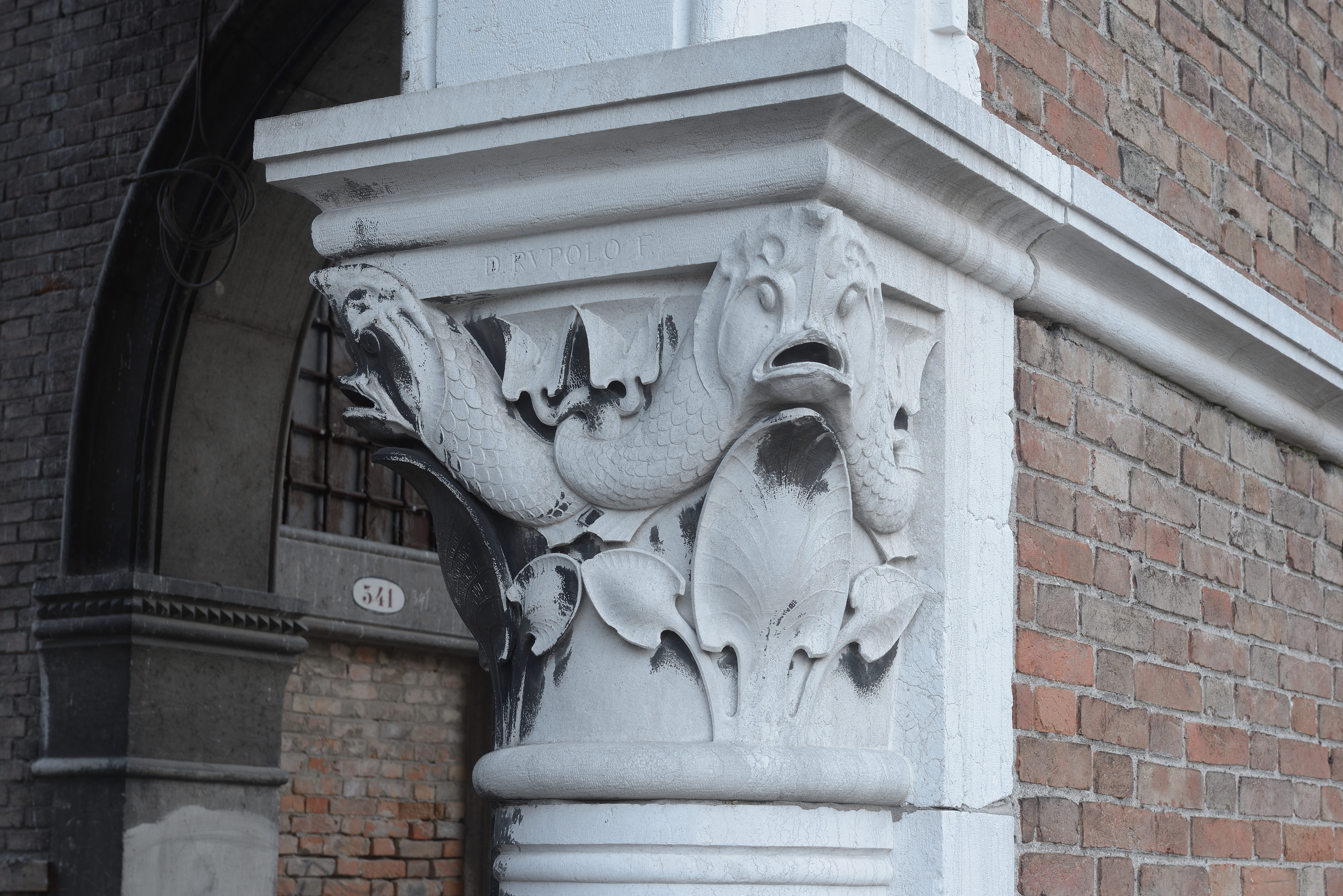
Capitello della Pescheria di Venezia firmato D. Rupolo F(ecit)

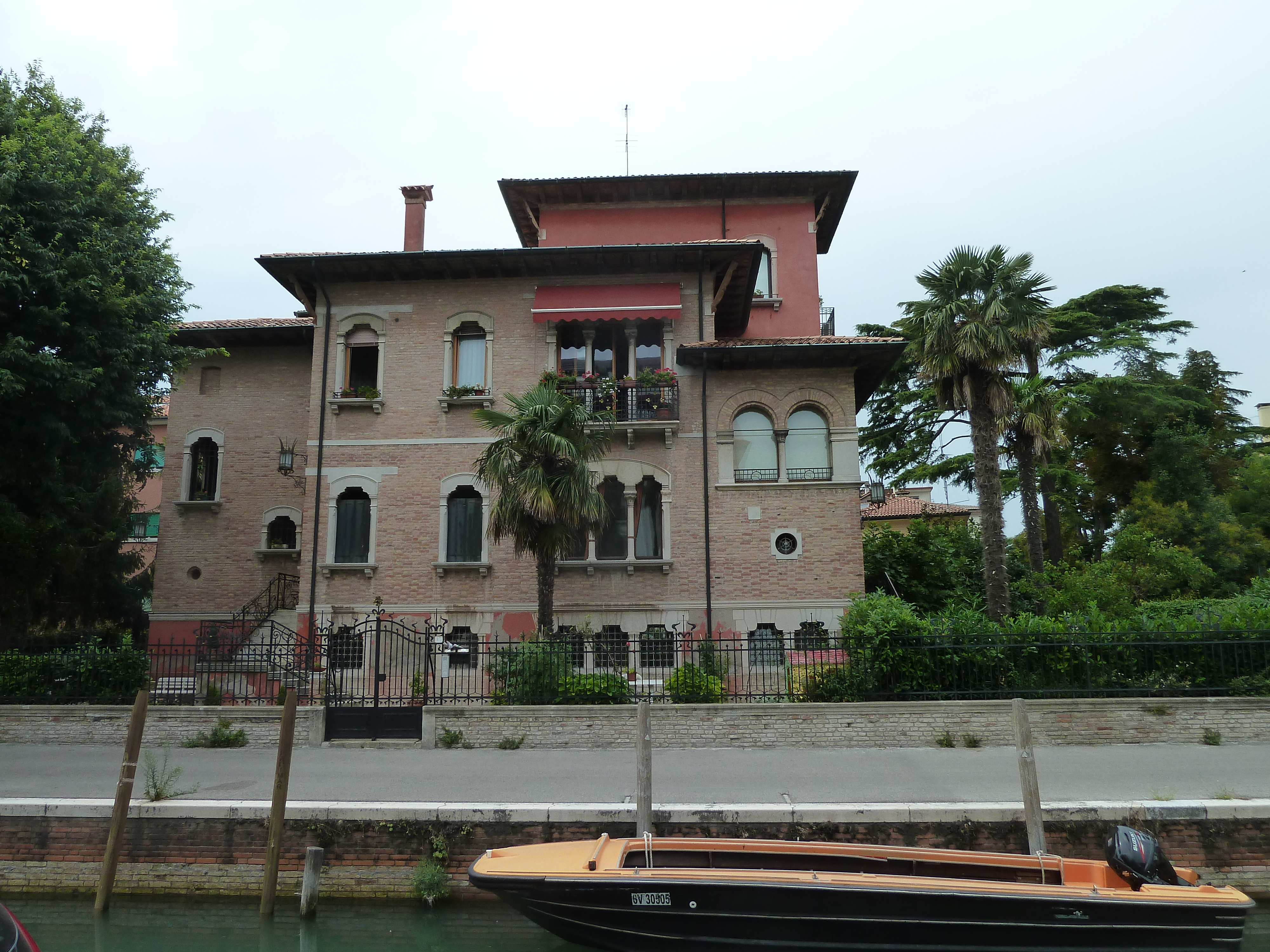
Villa dei Padri Armeni (1906)
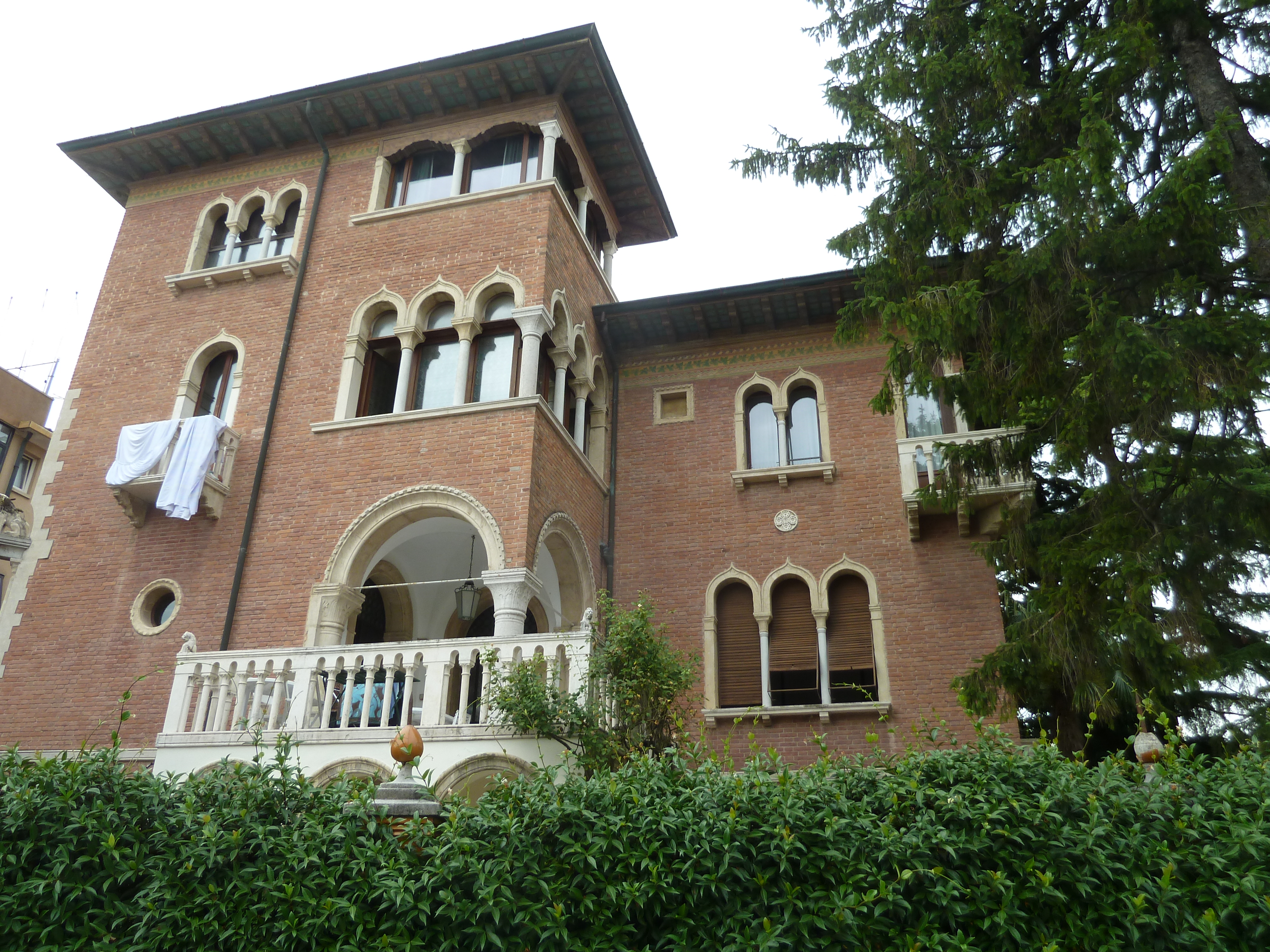
Villa Romanelli (1906)
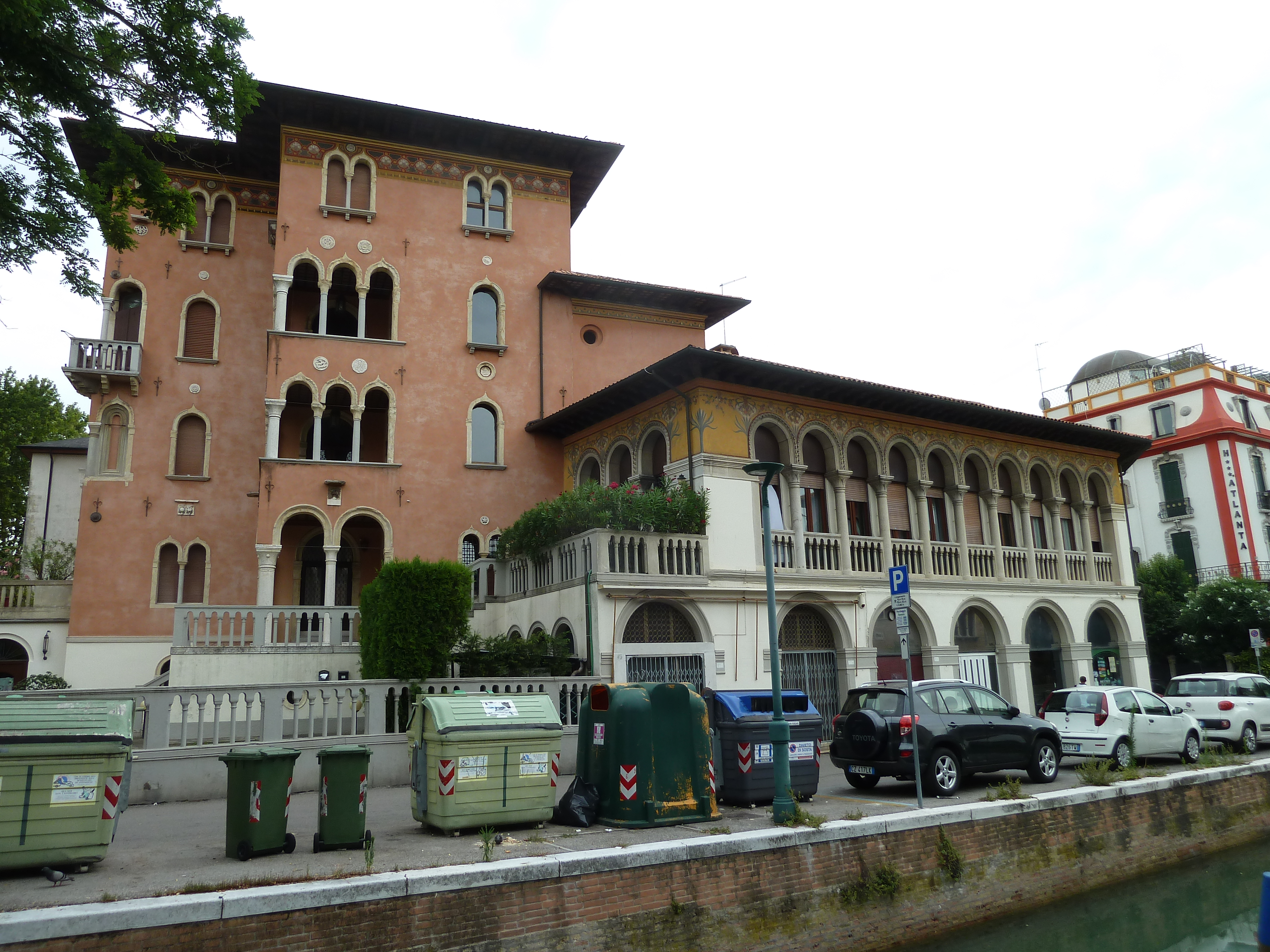
Villa Otello (1905)
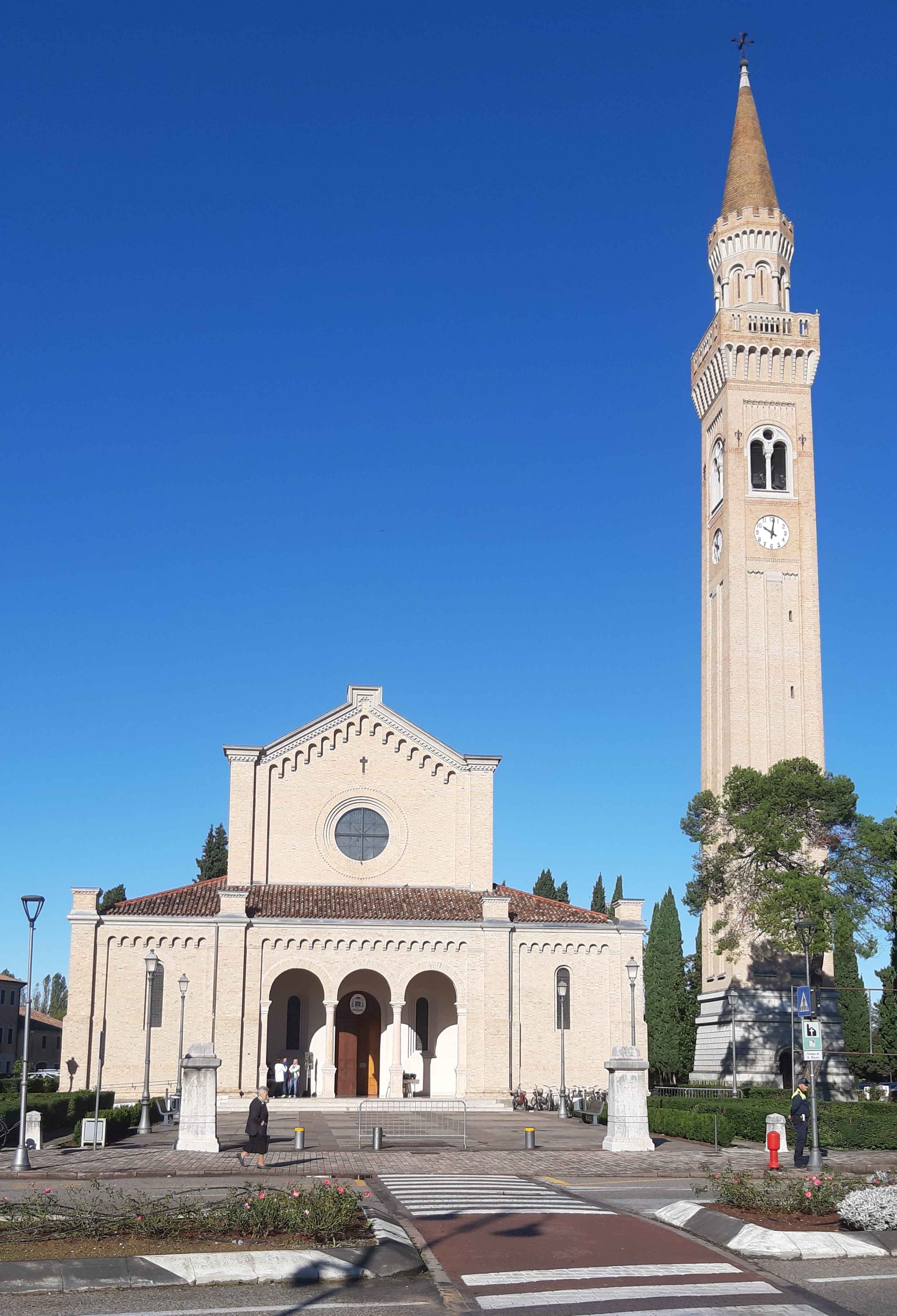
La chiesa di San Mauro Martire a Noventa di Piave (1923)

Progettò inoltre molti luoghi di culto; si può accennare, ad esempio, alle seguenti parrocchiali: Collalto, Sernaglia della Battaglia, Fossalta di Portogruaro, Trebaseleghe, Mansuè, Noventa di Piave, Basalghelle, Pieve di Soligo, Visnadello e al campanile di Azzano Decimo, uno dei più alti dell'epoca. A lui si deve l'intero impianto decorativo interno della chiesa arcipretale di Santa Lucia di Piave (TV), dove ebbe modo di conoscere e sostenere la crescita artistica del giovane Riccardo Granzotto, divenuto poi grande artista e professore di scultura all'accademia di Venezia, infine maturato nel beato fra' Claudio Granzotto.
Nel 1924 progettò il monumento a forma d'arco del trionfo, in onore ai caduti della Prima Guerra Mondiale a Venegazzù (TV).